# Conolophia rudis
Conolophia rudis är en fjärilsart som beskrevs av Louis Beethoven Prout 1916. Conolophia rudis ingår i släktet Conolophia och familjen mätare. Inga underarter finns listade i Catalogue of Life.